# NGC 5261
NGC 5261 ist eine 14,2 mag helle Galaxie vom Hubble-Typ S im Sternbild Jungfrau und etwa 304 Millionen Lichtjahre von der Milchstraße entfernt.
Sie wurde am 17. April 1830 von John Herschel entdeckt.